# Johnson City (Kansas)
Johnson City és una població dels Estats Units a l'estat de Kansas. Segons el cens del 2000 tenia 1.528 habitants.

## Demografia
Segons el cens del 2000, Johnson City tenia 1.524 habitants, 543 habitatges, i 388 famílies. La densitat de població era de 536,3 habitants/km².
Dels 543 habitatges en un 40,1% hi vivien nens de menys de 18 anys, en un 60% hi vivien parelles casades, en un 7% dones solteres, i en un 28,5% no eren unitats familiars. En el 24,9% dels habitatges hi vivien persones soles el 10,5% de les quals corresponia a persones de 65 anys o més que vivien soles. El nombre mitjà de persones vivint en cada habitatge era de 2,71 i el nombre mitjà de persones que vivien en cada família era de 3,25.
Per edats la població es repartia de la següent manera: un 30,2% tenia menys de 18 anys, un 9,5% entre 18 i 24, un 29,3% entre 25 i 44, un 18,6% de 45 a 60 i un 12,4% 65 anys o més.
L'edat mediana era de 33 anys. Per cada 100 dones de 18 o més anys hi havia 102,3 homes.
La renda mediana per habitatge era de 37.708 $ i la renda mediana per família de 43.750 $. Els homes tenien una renda mediana de 29.917 $ mentre que les dones 22.115 $. La renda per capita de la població era de 16.970 $. Entorn del 12,1% de les famílies i el 17,8% de la població estaven per davall del llindar de pobresa.

## Poblacions més properes
El següent diagrama mostra les poblacions més properes.